# Slag bij Maxen
De Slag bij Maxen was een veldslag op 20 november 1759 tijdens de Zevenjarige Oorlog waarin een Pruisisch korps onder leiding van Friedrich August von Finck vernietigd werd door een veel groter Oostenrijks leger onder graaf Leopold van Daun.

## Vooraf
Een Pruisisch leger van 14.000 man onder de bekwame Friedrich August von Finck was door Frederik de Grote achter de Oostenrijkse linies gestuurd om de communicatie van de Oostenrijkse maarschalk von Daun, die in Silezië opereerde, met Bohemen te verbreken. Frederik verwachtte dat von Daun, door de bedreiging van zijn verbindings- en bevoorradingslijnen, terug zou vallen. Von Daun concentreerde zich echter op het korps van Fincke, en dreef hem met drie afzonderlijk legers in het nauw.
Luitenant-generaal Finck had van Frederik de aanwijzing gekregen: "...komt er wat sterkers of heeft de vijand een goede positie, laat dat dan maar zo." Uit deze aanwijzing had Fincke begrepen dat de koning hem zou komen ontzetten, en hij verschanste zich op de hoogten bij Maxen.

## De veldslag
Op 19 november 1759 begon de Oostenrijkse opmars. Daun wilde de Pruisen de volgende morgen van drie kanten tegelijk, namelijk vanuit Hausdorf, Dohna en Wittgensdorf aanvallen. Finck kreeg hier lucht van en trok zich terug op een stelling in de buurt van Hausdorf, om tot de gehoopte aankomst van de koning te kunnen standhouden.
In de morgen van 20 november begon de aanval van de Oostenrijkse troepen op Maxen. De Oostenrijkers slaagden er snel in om Hausdorf te veroveren. De Pruisen trokken zich daarop terug op de hoogten achter Hausdorf. Deze hoogten konden echter door de Oostenrijkse artillerie onder vuur genomen worden.
De volgende aanval wierp de Pruisen terug tot Maxen, waar ze opnieuw onder zwaar Oostenrijks artillerievuur kwamen te liggen en zich opnieuw terug moesten trekken. Alle Pruisische tegenaanvallen liepen op niets uit.
's Avonds verzamelde Fincken zijn verspreide troepen achter de linie Falkenhain - Ploschwitz. Een verdere terugtocht 's nachts over de 
Müglitz kon door de waakzaamheid van de Oostenrijkse troepen verhinderd worden.
De volgende ochtend capituleerde het gehele Pruisische korps, 13.741 man sterk, waaronder negen generaals, 500 officieren en de gehele artillerie. De Oostenrijkers telden "slechts" 304 doden en 630 gewonden.
Voor veel gevangenen liep de zaak slecht af, duizenden stierven aan de amoebedysenterie.
De Pruisische koning Frederik de Grote vergaf Finck de overgave niet: 
"het is een total ongehoord voorbeeld, dat een Pruisisch korps het geweer voor de vijand neerlegt... ".
Na de oorlog werd Fincke daarom door een militair tribunaal tot twee jaar veroordeeld. De volgende generaals werden eveneens aangeklaagd: 
- Johann Jakob von Wunsch (vrijspraak),
- Leopold Johann von Platen,
- Johann Carl von Rebentisch,
- Otto Ernst von Gersdorff,
- Jakob Friedrich von Bredow,
- Heinrich Rudolf von Basold,
- Daniel George von Lindstädt en
- Friedrich Wilhelm von der Mosel.

## Gevolgen
De overgave van een geheel korps was een grote overwinning voor de Oostenrijkers, maar Daun slaagde er niet in om dit succes uit te buiten.